# City of Whyalla
Whyalla är en kommun i Australien. Den ligger i delstaten South Australia, omkring 230 kilometer nordväst om delstatshuvudstaden Adelaide. Antalet invånare är 22 562. Arean är 1 033 kvadratkilometer.
Följande samhällen finns i Whyalla:
- Whyalla

Runt Whyalla är det i huvudsak tätbebyggt. Genomsnittlig årsnederbörd är 407 millimeter. Den regnigaste månaden är maj, med i genomsnitt 71 mm nederbörd, och den torraste är oktober, med 9 mm nederbörd.